# Mycetophila xanthopyga
Mycetophila xanthopyga är en tvåvingeart som beskrevs av Johannes Winnertz 1863. Mycetophila xanthopyga ingår i släktet Mycetophila och familjen svampmyggor. Arten är reproducerande i Sverige. Inga underarter finns listade i Catalogue of Life.